# Selat Panjang Barat
Selat Panjang Barat is een bestuurslaag in het regentschap Meranti-eilanden van de provincie Riau, Indonesië. Selat Panjang Barat telt 5077 inwoners (volkstelling 2010).